# Cristina Kahlo
Cristina Kahlo y Calderón foi a irmã da artista Frida Kahlo. Kahlo pintou um retrato de Cristina, intitulado Retrato de Cristina, Minha Irmã, e Diego Rivera, marido de Kahlo, também retratou Cristina Kahlo em suas obras, incluindo um quadro onde ela aparece nua.

## Vida Pessoal
Cristina Kahlo y Calderón nasceu no dia 7 de junho de 1908 e foi a filha caçula da família Kahlo. Seus pais eram Guillermo Kahlo e Matidle Calderón. Guillermo Kahlo, que trabalhou como fotógrafo, tinha um casamento anterior, no qual teve dois filhos antes que sua esposa morreu. Cristina e Frida tiveram outras duas irmãs, Matilde e Adriana, e duas meias-irmãs, María Luisa e Margarita. Cristina era onze meses mais nova do que Frida,   e as duas eram  próximas. As famílias Kahlo y Calderón família viveram em uma casa construída por Guillermo em Coyoacán, México.
Cristina casou-se e teve dois filhos, Isolda e Antonio. Seu marido a deixou após o nascimento de Antonio. Quando Frida e Diego voltaram para o México, como pintores de sucesso, Cristina atuou como modelo para ambos. Ela foi um dos modelos favoritos de Diego e muitas vezes ele a pintou nua. Logo após a partida de seu marido, Cristina e Diego começaram um caso.

## Modelo de Frida Kahlo
Cristina e Frida eram muito próximas, e Frida a usou como modelo direto ou indireto para algumas de suas pinturas. Frida pintou o Retrato de Cristina Kahlo no início de sua carreira.
Na pintura Mi Nodriza y yo, Cristina, embora não na pintura, é o tópico. A pintura retrata Frida sendo amamentada por uma ama de leite, não sua própria mãe, porque quando a mãe de Frida ficou grávida de Cristina ela não pode mais amamentar Frida.  Cristina também é o assunto de Memória, o coração, um autorretrato em que  Frida aparece com uma haste de metal passando por um espaço vazio no seu peito. Os historiadores da arte têm sugerido que isto simboliza "o deslocamento de penetração." Em outras palavras, isso simbolizaria o caso de Cristina com Diego.

## Falecimento
Cristina e seus filhos viviam com o Diego e Frida; juntos, eles eram uma família. No fim da vida de Frida, Cristina cuidou dela e a manteve no máximo de conforto possível. Depois da morte de Frida, Cristina viveu a sua vida separada de Diego. Cristina morreu em 1964, uma década depois de sua irmã.